# Plaza de Tiananmén

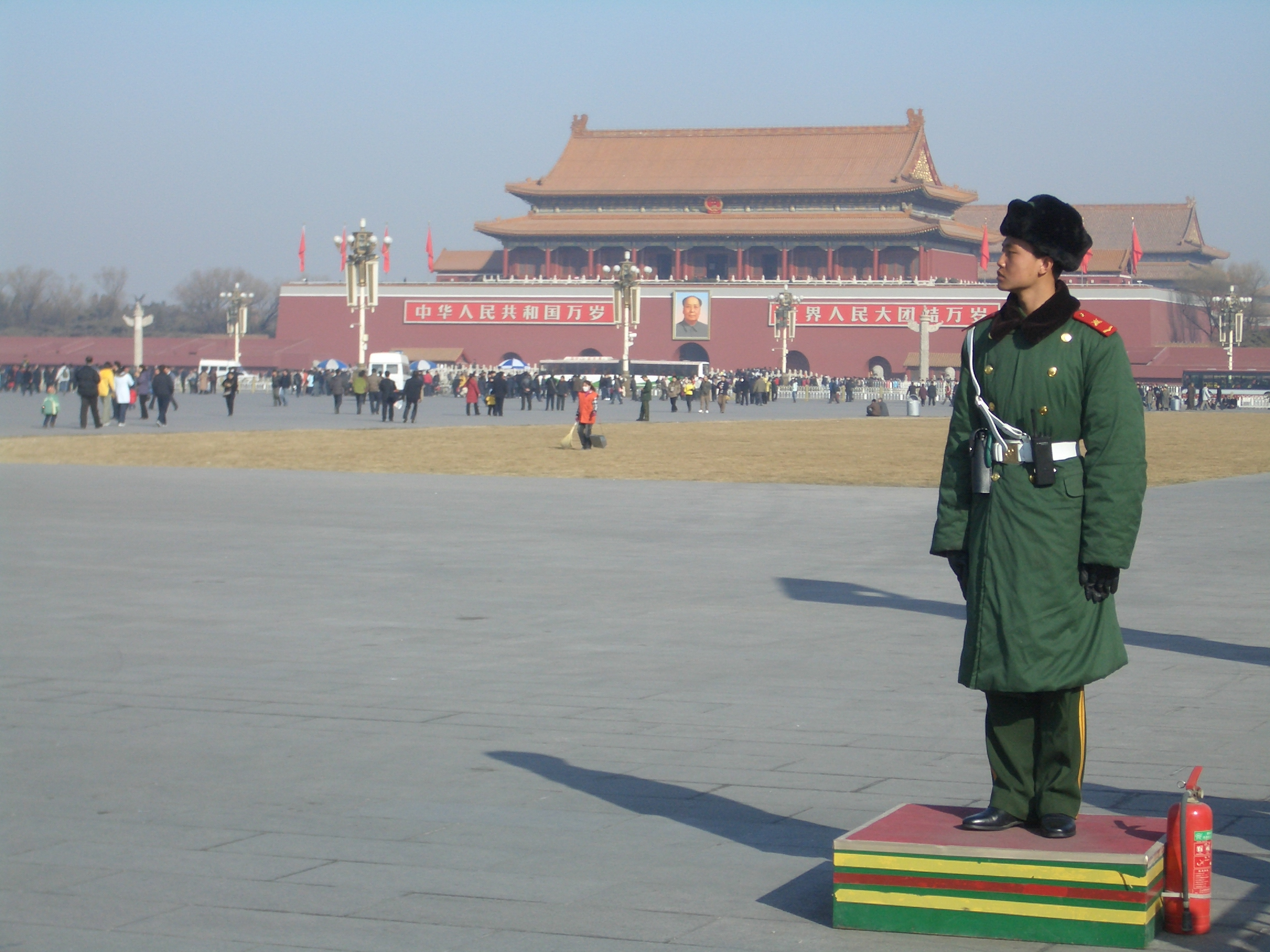
Guardia en la plaza frente a la Puerta de Tiananmén

La plaza de Tiananmén o plaza de la Puerta de la Paz Celestial (en chino tradicional, 天安門廣場; en chino simplificado, 天安门广场; pinyin, Tiān'ānmén Guǎngchǎng) es una plaza situada en Pekín, construida e ideada dentro del plan urbanístico de la capital de China, con la creación de la República Popular China en 1949, convirtiéndose en símbolo de la nueva China.
Con su construcción se pretendió crear una gran explanada en la que se pudieran desarrollar masivos actos de adhesión política, cuya tradición era inexistente en China, al estilo de los que se realizaban en la plaza Roja de Moscú en la Unión Soviética. El cuadrilátero de la plaza está construido siguiendo el eje sur-norte de la Ciudad Prohibida. Está flanqueada por dos importantes edificios de estilo soviético: al oriente el Museo Nacional de Historia y de la Revolución y al occidente el Gran Palacio del Pueblo, sede de la Asamblea Popular Nacional, y cerca de allí el nuevo Gran Teatro Nacional de China.
Se ubica en el centro geográfico y político de la capital china, sobre la meseta de Loess. La plaza de Tiananmén es una de las más grandes del mundo, con 880 m de norte a sur y 500 m de este a oeste, con un área total de 440 000 m².
Fuera de China la plaza es más conocida por el recuerdo de ser el centro de las protestas de la plaza de Tiananmén de 1989, un movimiento prodemocracia que finalizó el 4 de junio de 1989 con la declaración de la ley marcial en Pekín por parte del gobierno y la muerte de, al menos, cientos o miles de manifestantes.

## Monumentos

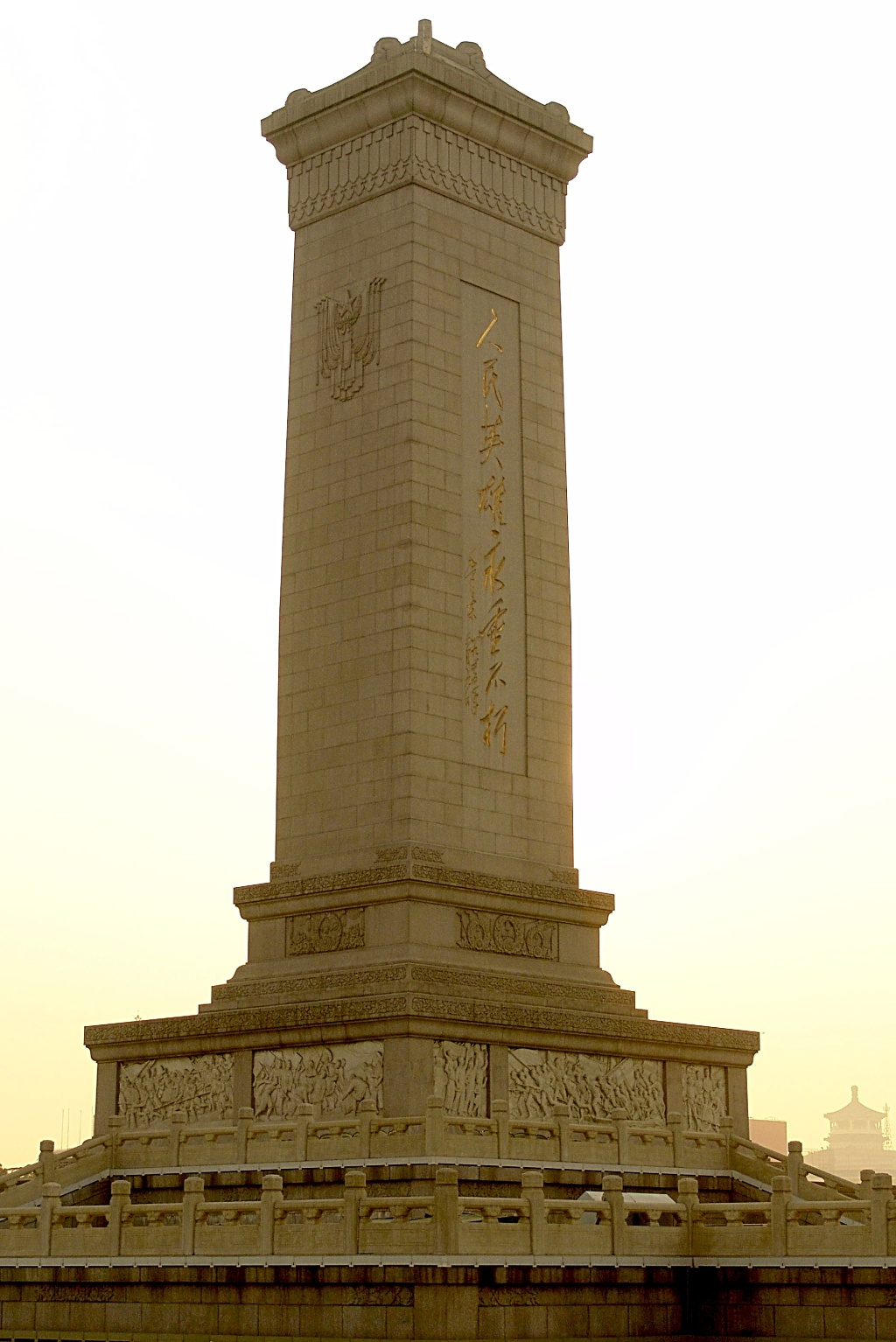
Monumento a los Héroes del pueblo

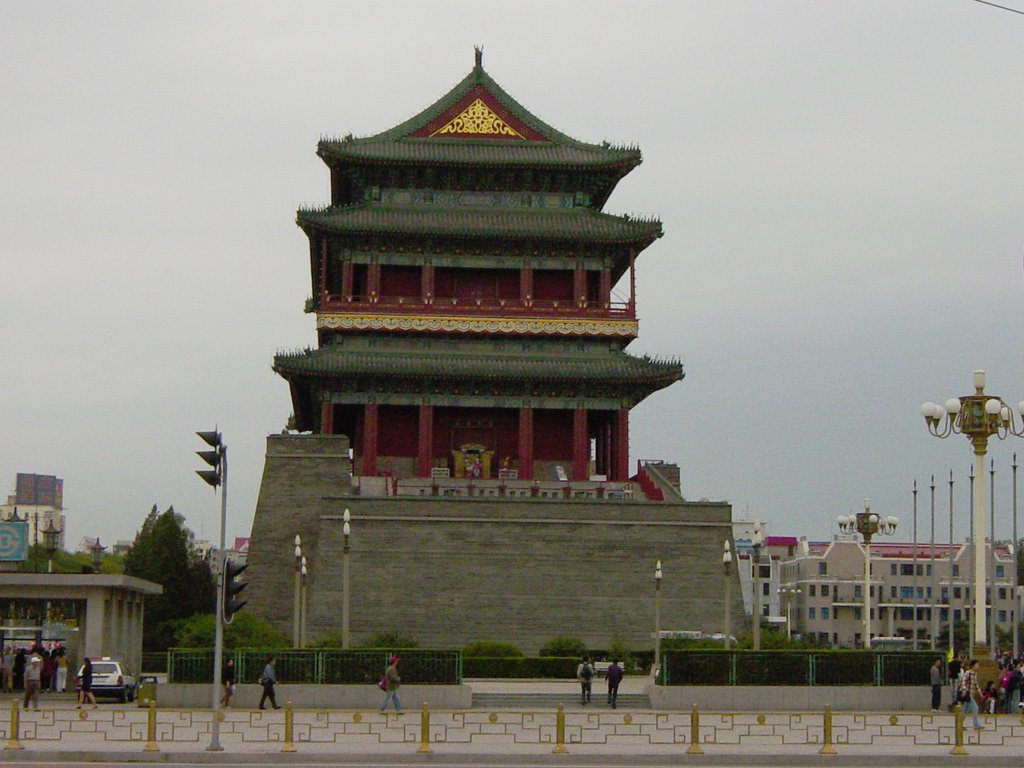
Puerta de Zhengyangmen

- Torre de Tiananmén. En tiempos de la dinastía Ming (1368-1644), entre 1417 y 1420, se construyó la torre Chengtianmen (puerta de sucesión celestial), que se encuentra en el extremo norte de la plaza. En 1651, octavo año del emperador Shunzhi, de la dinastía Qing, fue reconstruida y se le dio el nombre actual.

- Monumento a los Héroes del Pueblo. En el centro se eleva un obelisco de piedra, de 38 metros de altura y una inscripción realizada por el presidente Mao Zedong en la cual se lee Los héroes del pueblo son inmortales.

- Mausoleo de Mao Zedong. En el sur la plaza se encuentra esta edificación cubicular en donde reposa el cuerpo embalsamado del fundador de la República Popular China. Está precedida en sus dos frentes por grupos escultóricos de campesinos, soldados, obreros y estudiantes.

- Las Estelas. Custodian la Puerta Tiananmén dos parejas de soberbios leones y la engalanan dos pares (uno interior, otro exterior) de estelas de mármol. Las estelas, de 10 toneladas cada una, finalmente esculpidas con dragones que danzan entre las nubes del espacio, rematan con un león que mira o bien al norte (en las estelas interiores, de cara a los palacios), o bien al sur (en las estelas exteriores, de espalda a los palacios).

Según la leyenda, en estas estelas, los leones que miran al sur "observan al cielo", es decir, observaban los actos del emperador una vez que este salía del Palacio como para inducirlo a que no cayera en la lujuria y la corrupción. Los leones que miran los palacios vigilaban la vida del soberano, lo inducían a olvidarse de sus concubinas con miras a que conociera las penalidades del pueblo.
- Puerta de Zhengyangmen. Conforma el límite sur de la plaza. A sus costados se extendía la muralla de la ciudad, construida durante la dinastía Ming.

- Puentes y Río de aguas doradas. Frente a la puerta de Tiananmén, siete puentes salvan la corriente del "Río de las Aguas Doradas" nombre dado a los fosos interiores y exteriores de la Ciudad imperial. «El puente central llamado Yulu, más ancho que los otros y decorado con dragones tallados en el mármol, era de uso exclusivo del emperador. Sucesivamente a sus lados, los dos puentes Wanggong para servicio de los príncipes. Los dos puentes Pinji para altos funcionarios civiles y militares, y los dos puentes Gongsheng para funcionarios de bajo rango, soldados y sirvientes. Estos seis puentes solo están decorados con motivos de lotos. La decoración de puentes y su distribución es un reflejo del sistema feudal de categorías. Las cinco bóvedas de acceso bajo la Tribuna, obedecían también a este sistema de categorías».[7]

- Tribunas populares. Con el fin de ubicar a miles de espectadores chinos, se construyeron las graderías que se confunden con el color del muro exterior de la Puerta Tiananmén.

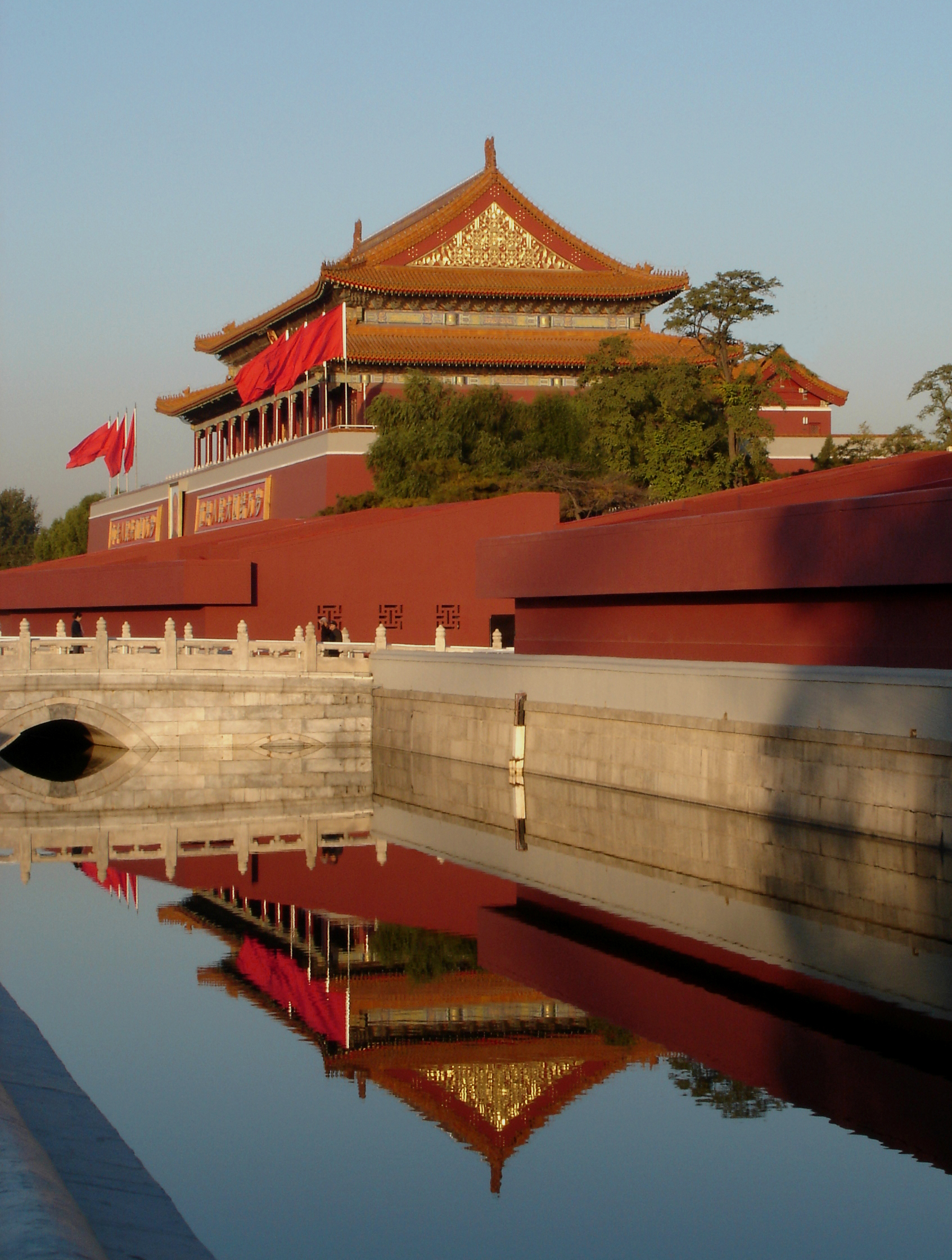
Puente sobre el Río de las Aguas Doradas. Al lado las tribunas populares y al fondo la Puerta de la Paz Celestial

## Historia

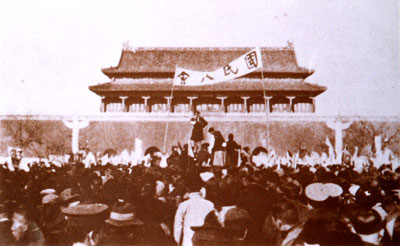
Manifestación pública del Movimiento del 4 de mayo de 1919, en la Plaza de Tiananmen

Durante las dinastías Ming (1368-1644) y Qing (1616-1911), estaba destinada a la celebración de ceremonias públicas. En este lugar se proclamaban los nuevos emperadores. Con el advenimiento de la República en 1911, sufrió algunos cambios. En esa época se colocaron las estelas de nubes y leones, provenientes del Yuangmingyuan, antiguo palacio imperial de verano, destruido por las tropas inglesas y francesas a finales del siglo XIX. Con el triunfo de la revolución, en 1949, se vio la necesidad de contar con un espacio apropiado para celebrar la fundación de la República Popular China y se inició la demolición de las viejas construcciones.
La plaza ha sido un escenario mudo de numerosos acontecimientos históricos, como el Movimiento del Cuatro de mayo de 1919 (fotografía de la derecha), antes de su reconstrucción y otras manifestaciones populares en la muerte de líderes como Zhou Enlai o Mao Zedong, desfiles militares y la llamada Revuelta de la Plaza de Tiananmén en 1989

## Galería

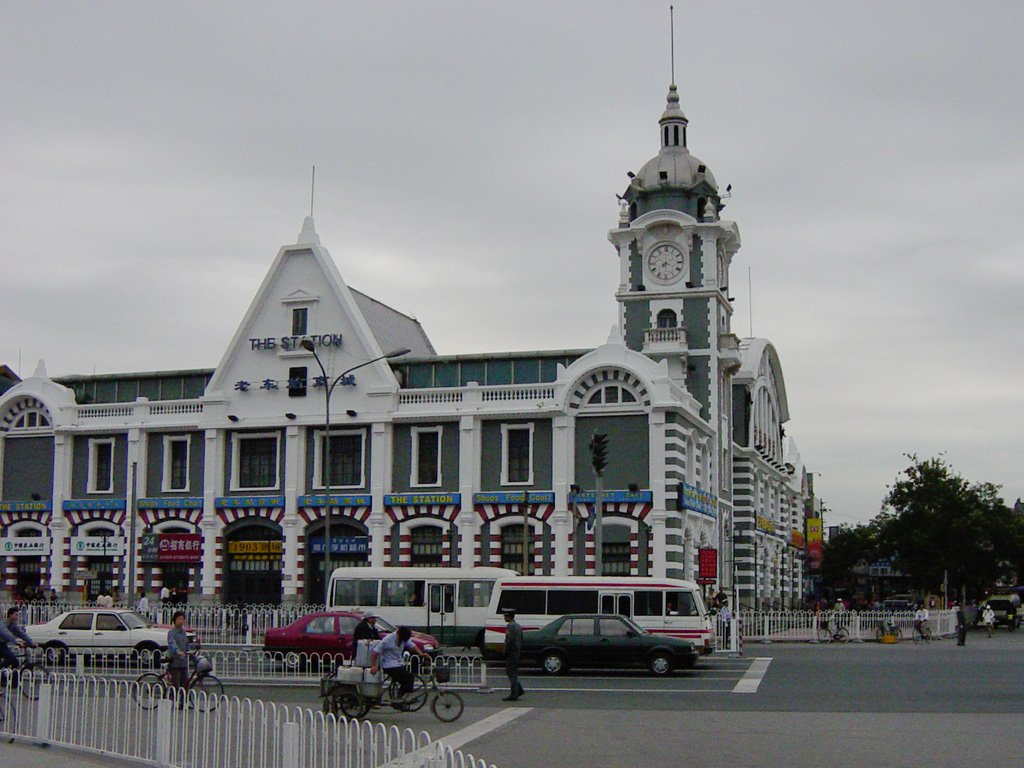
Estación de trenes
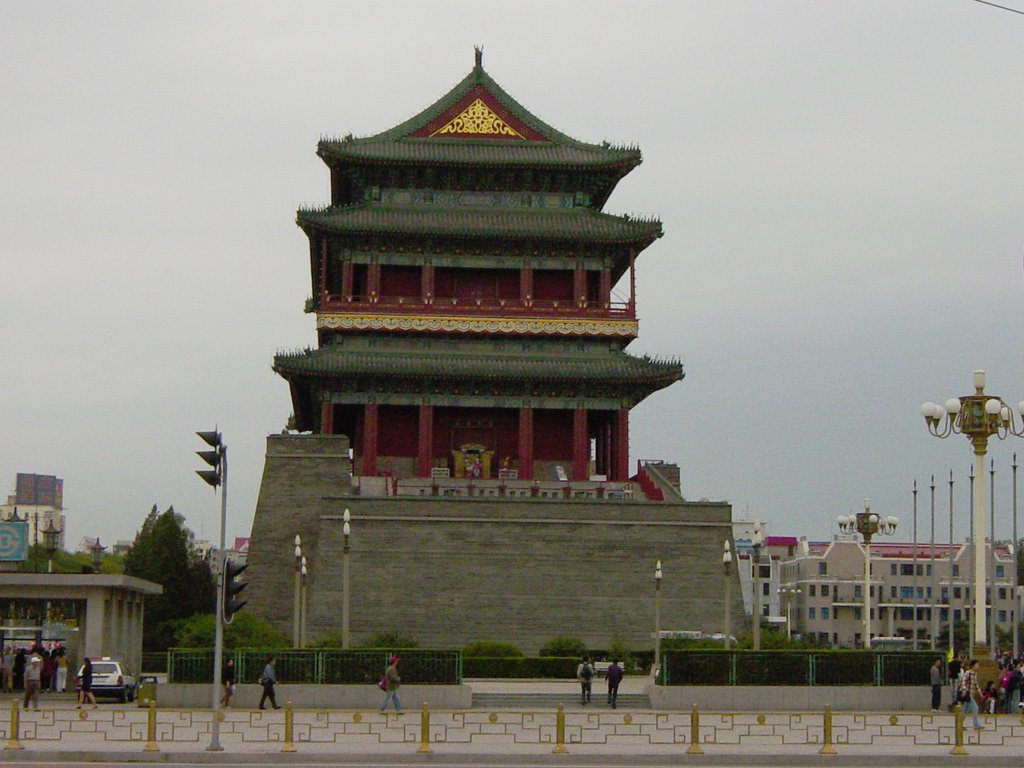
Puerta Zhengyangmen
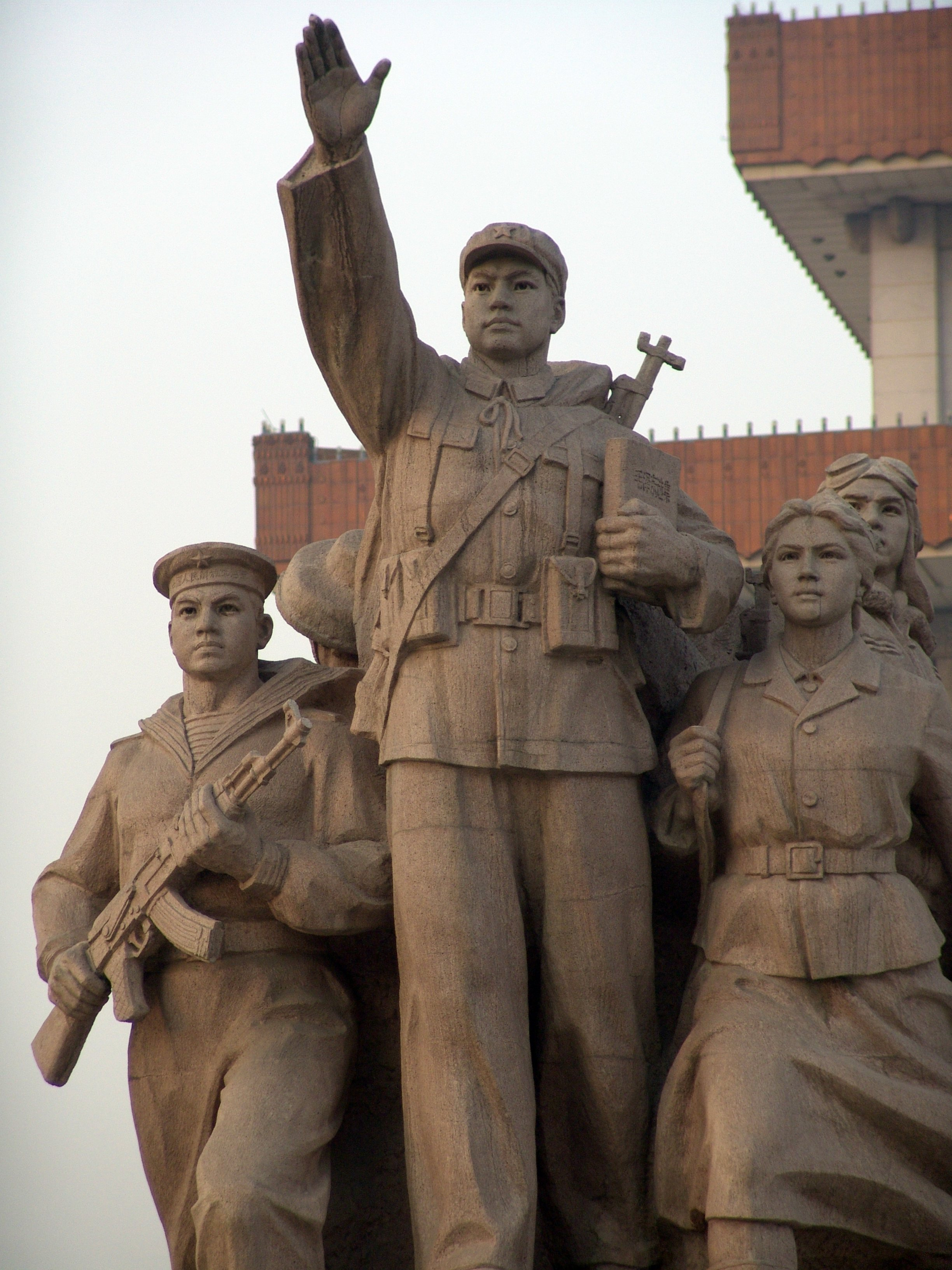
Monumento en frente del Mausoleo de Mao en la Plaza de Tiananmén
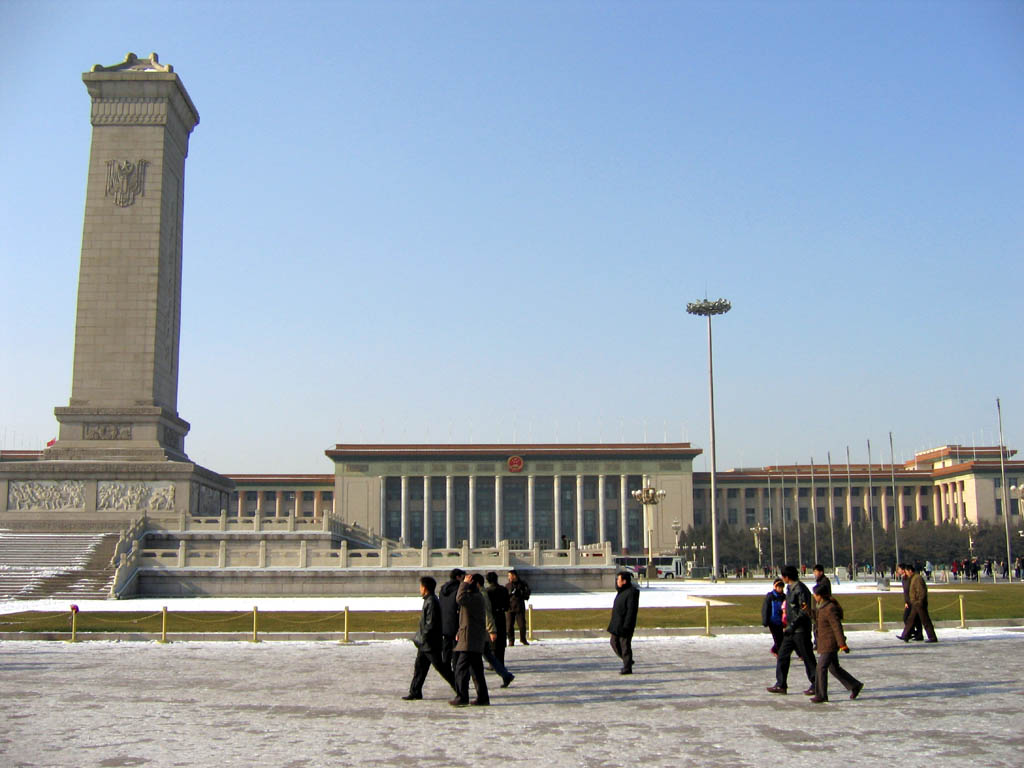
Monumento a los Héroes del Pueblo y el Gran Salón del Pueblo
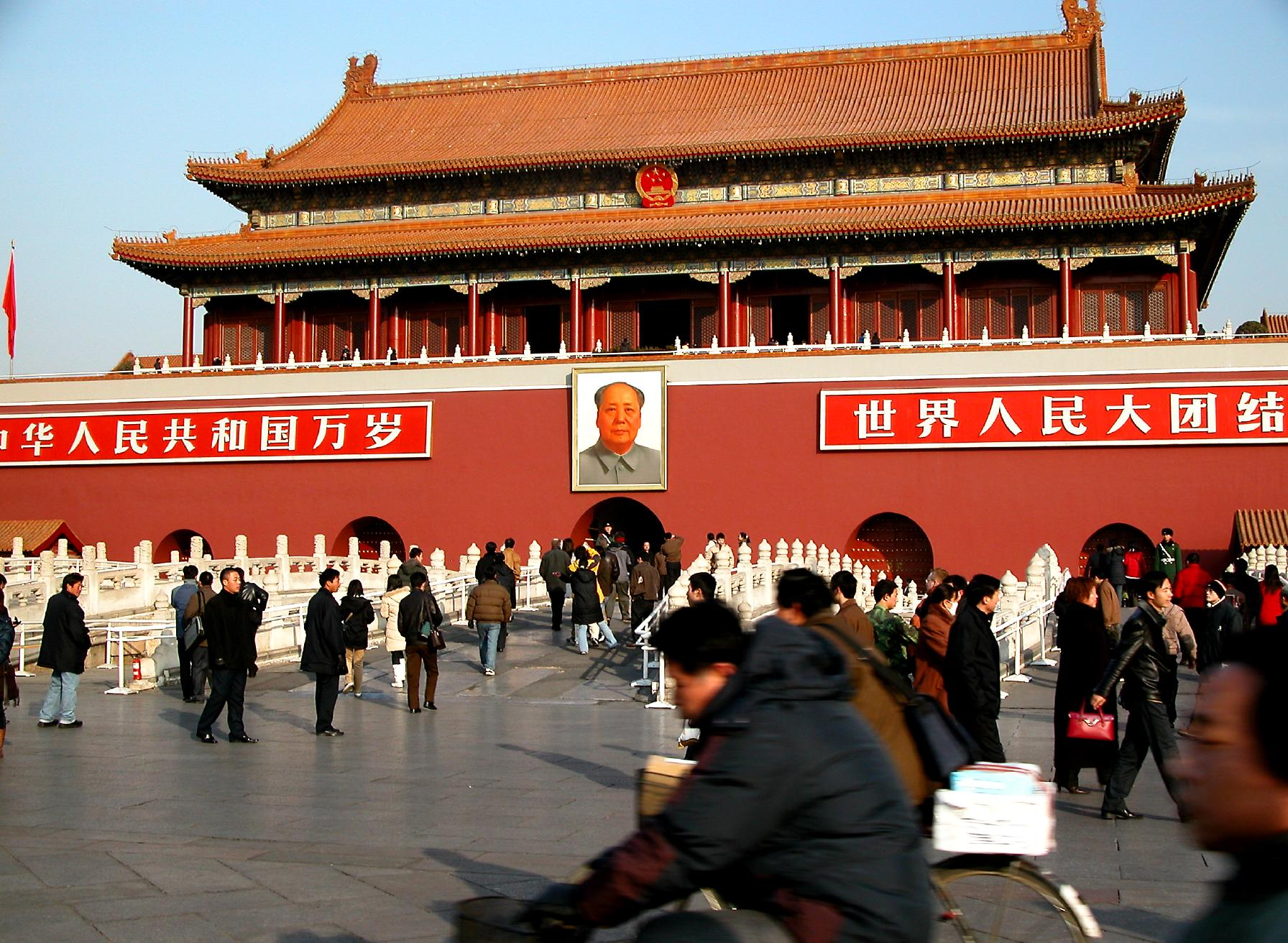
Puerta de Tiananmén hacia la Ciudad Prohibida con la tribuna de autoridades al frente
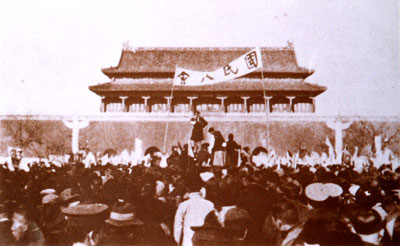
Imagen icónica de la Plaza de Tiananmén por el Movimiento, 4 de mayo de 1919
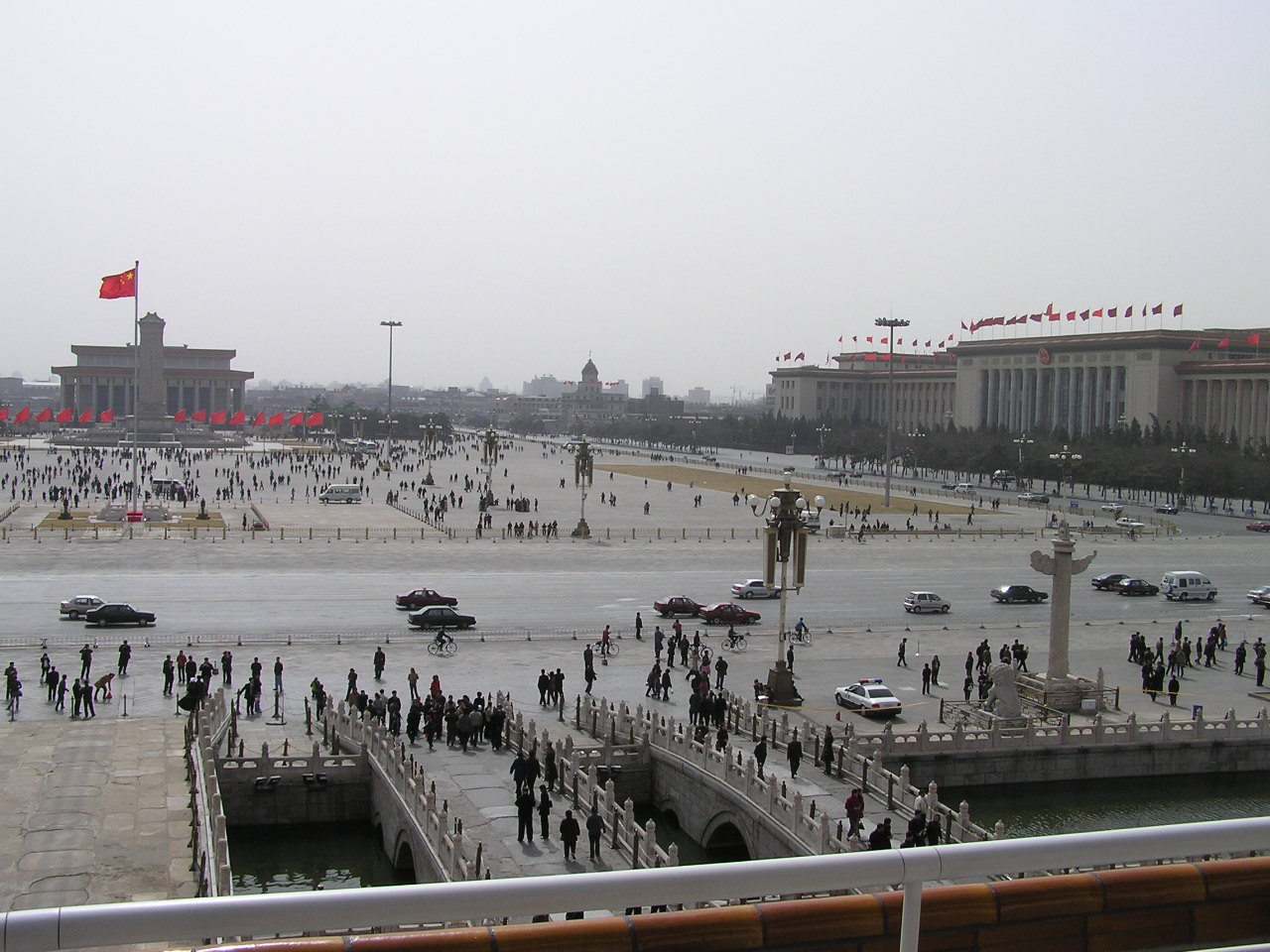
Perspectiva de la Plaza de Tiananmén
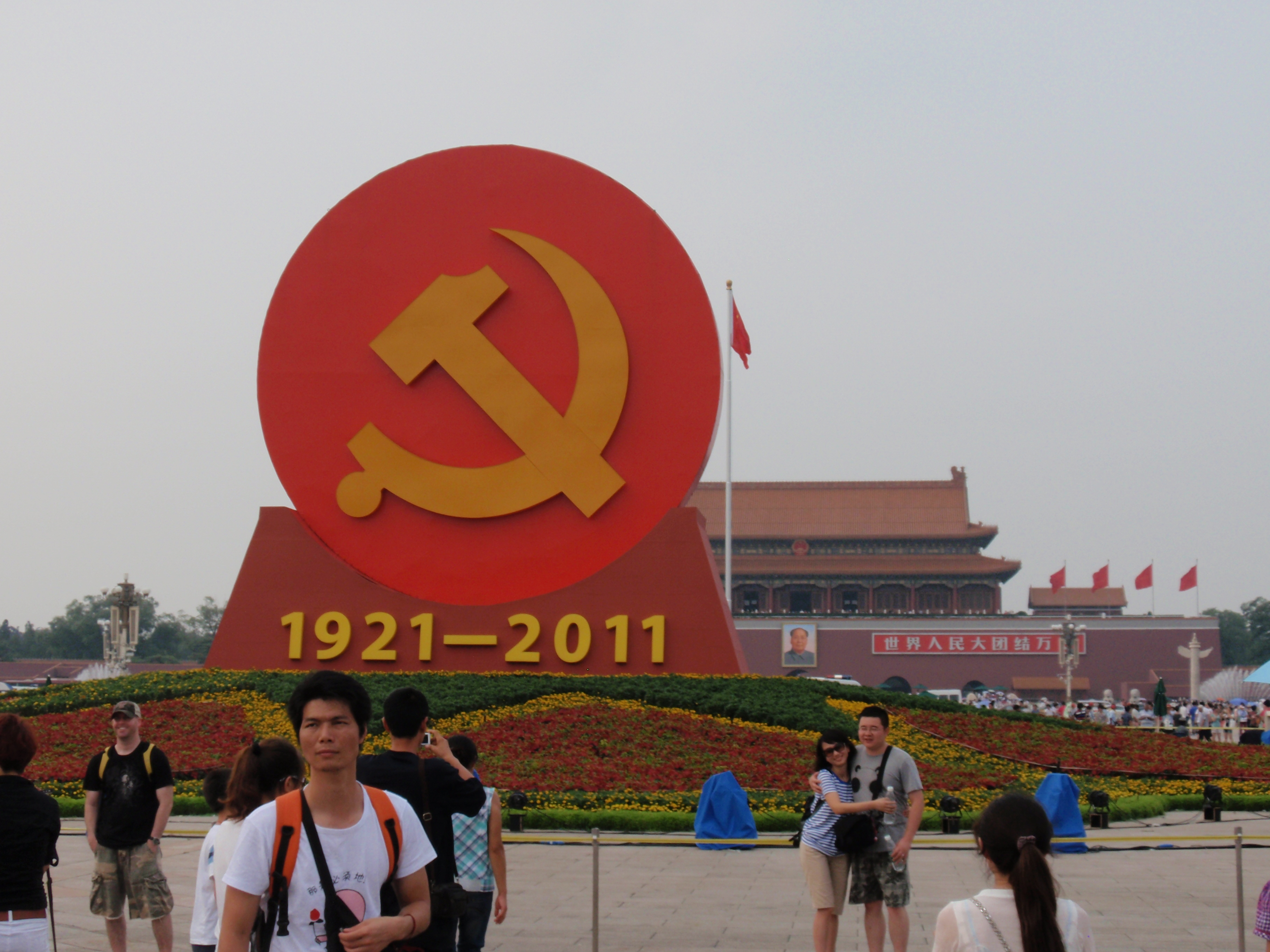
Un monumento temporal en la Plaza de Tiananmén recordando el 90.º aniversario del Partido Comunista Chino